# Лундгрен, Эгрон
Эгро́н Селлиф Лу́ндгрен (швед. Egron Sellif Lundgren; 18 декабря 1815, Стокгольм — 23 декабря 1875, Стокгольм) — шведский художник и писатель.

## Биография
Сын фабриканта. С 1829 года он учился в Технологическом институте, специализируясь на обработке горных пород. Затем он некоторое время работал в Эскильстуне и на пушечно-литейном заводе в Финспонге.
В возрасте двадцати лет в 1835 году Лундгрен поступил в Королевскую художественную академию Стокгольма.
После её окончания в 1839 году направился в Париж, где он два года пробыл учеником в художественном ателье Леона Конье. После парижской практики Лундгрен отправился в Италию в Рим, проработав на новом месте около восьми лет. В Италии художник окончательно отказался от живописи масляными красками, отдав предпочтение рисунку акварелью и гуашью. После Италии двинулся в Испанию, а оттуда через некоторое время переехал в Англию. По запросу королевы Виктории иллюстрировал сцены комедийных произведений Вильяма Шекспира.
После начала войны в Индии в 1858 году одна из манчестерских компаний предложила художнику финансирование командировки в Индию с целью отражения военных событий того времени в качестве художника-баталиста. Из Индии Лундгрен вернулся с пятьюстами рисунками, сделал выставку своих произведений, после чего присоединился к художественному сообществу Королевского общества акварелистов.
В 1860 вернулся в Швецию, позже посетил Египет, Испанию и Англию. Две последние страны стали богатым источником мотивов и вдохновения для рисунков художника, большая часть которых сегодня хранится в Англии.
Лундгрен известен своим прекрасным мастерством владения тонкими цветовыми оттенками, способностью необычайно чутко передавать взаимосвязь света и цвета с помощью скромных штрихов, мастерством подчёркивать и выделять самое примечательное, обычно оставляя на заднем плане неточно отражённые детали. Подобно его широкой известности как акварелиста в художественных кругах Англии, Лундгрен приобрёл репутацию талантливого писателя-документалиста в Швеции.
Похоронен на кладбище Норра бегравнингсплатсен в Стокгольме.

## Сочинения
- En målares anteckningar. Utdrag ur dagböcker och bref
- Reseskildringar, anteckningar och bref

## Галерея

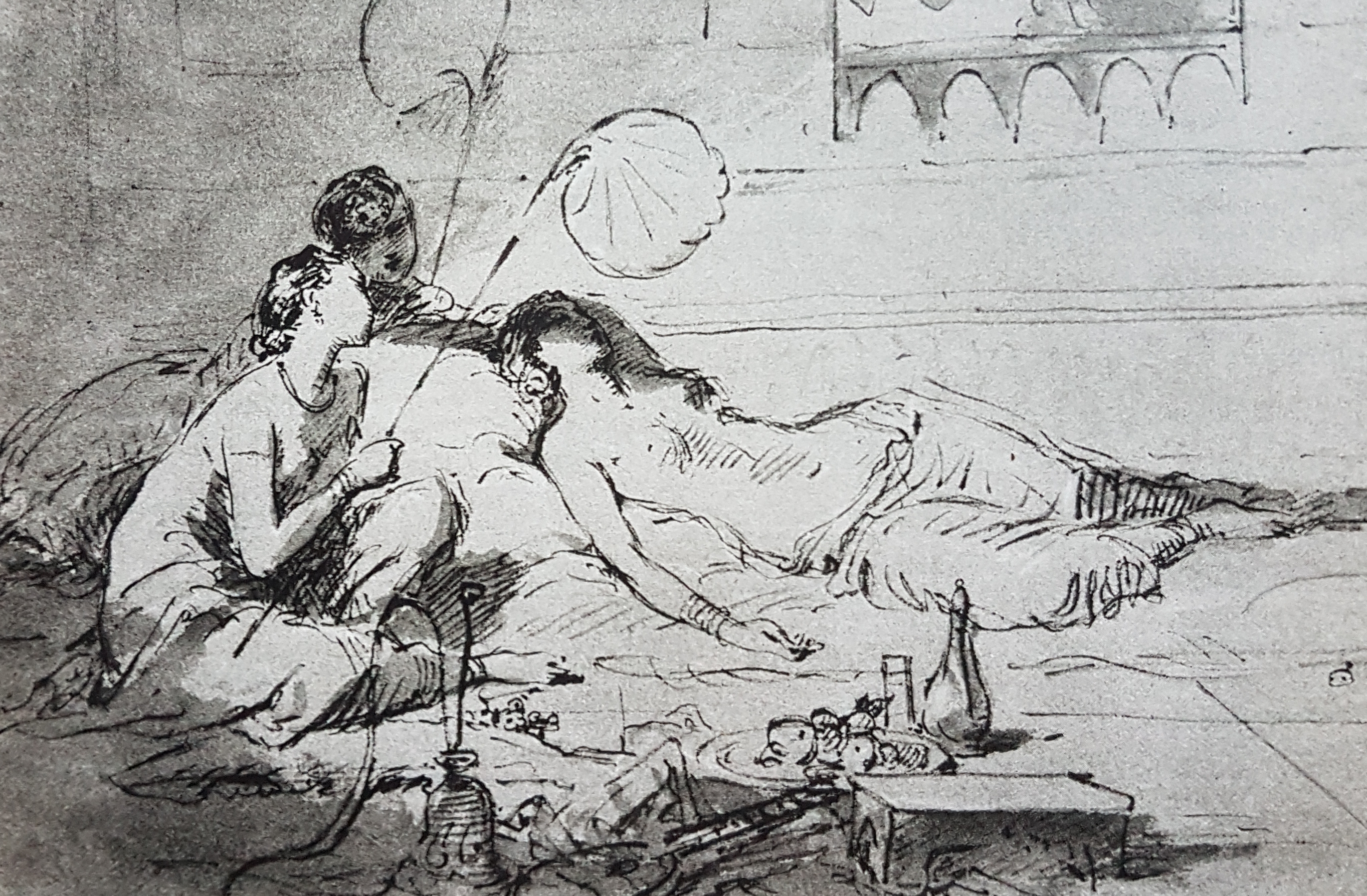
Восточный мотив
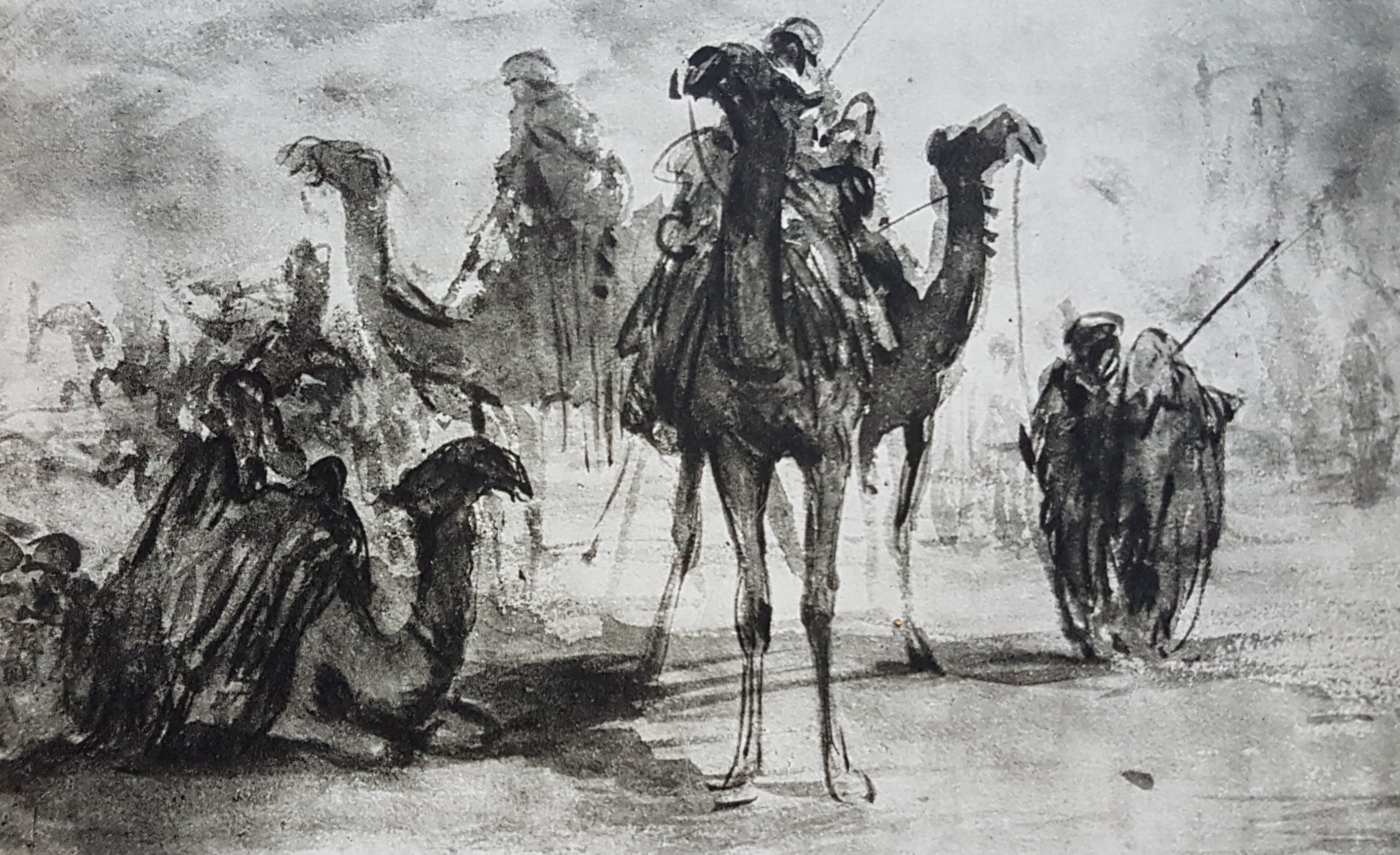
Восточный мотив
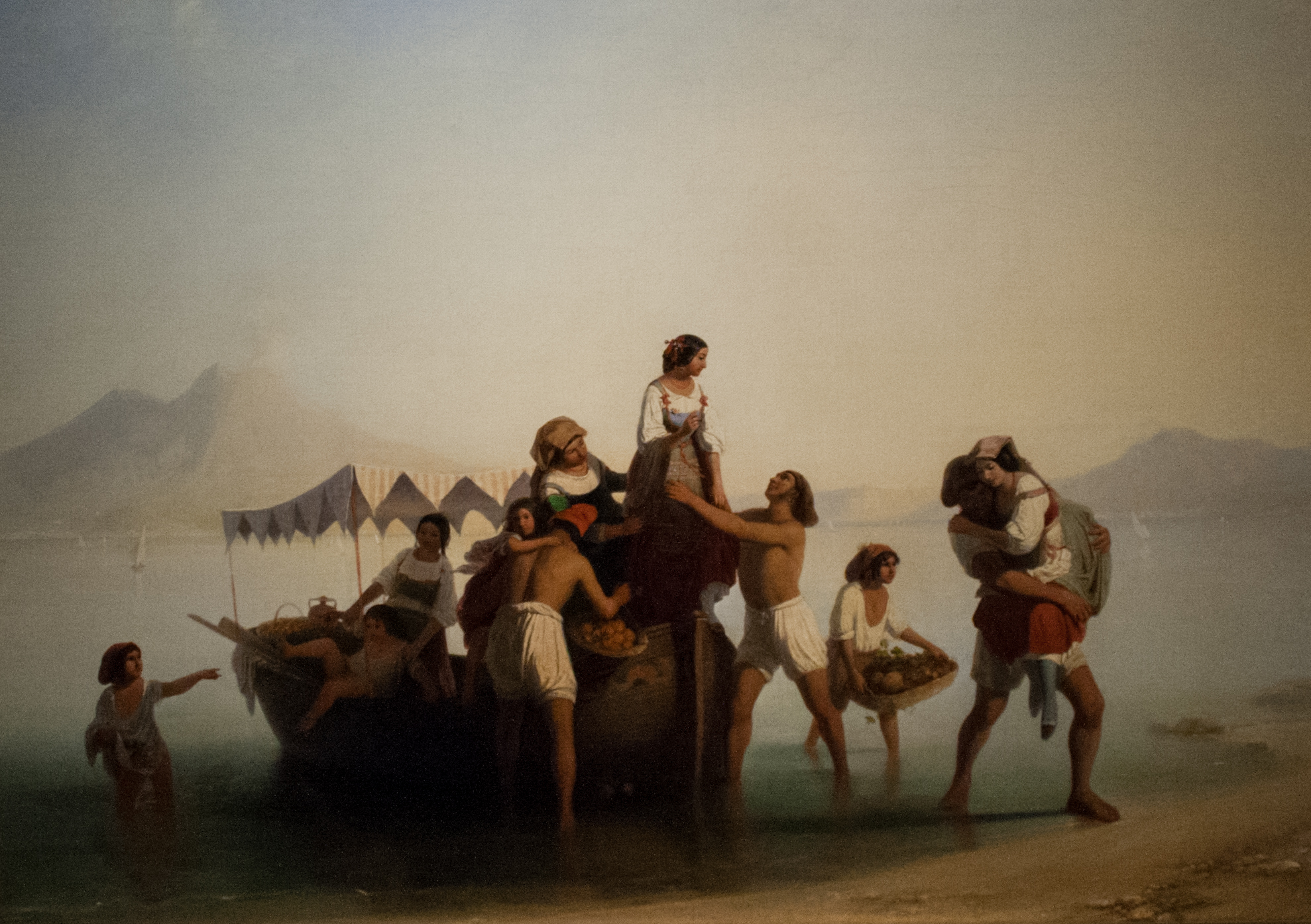
Неаполитанские торговцы фруктами (1843)
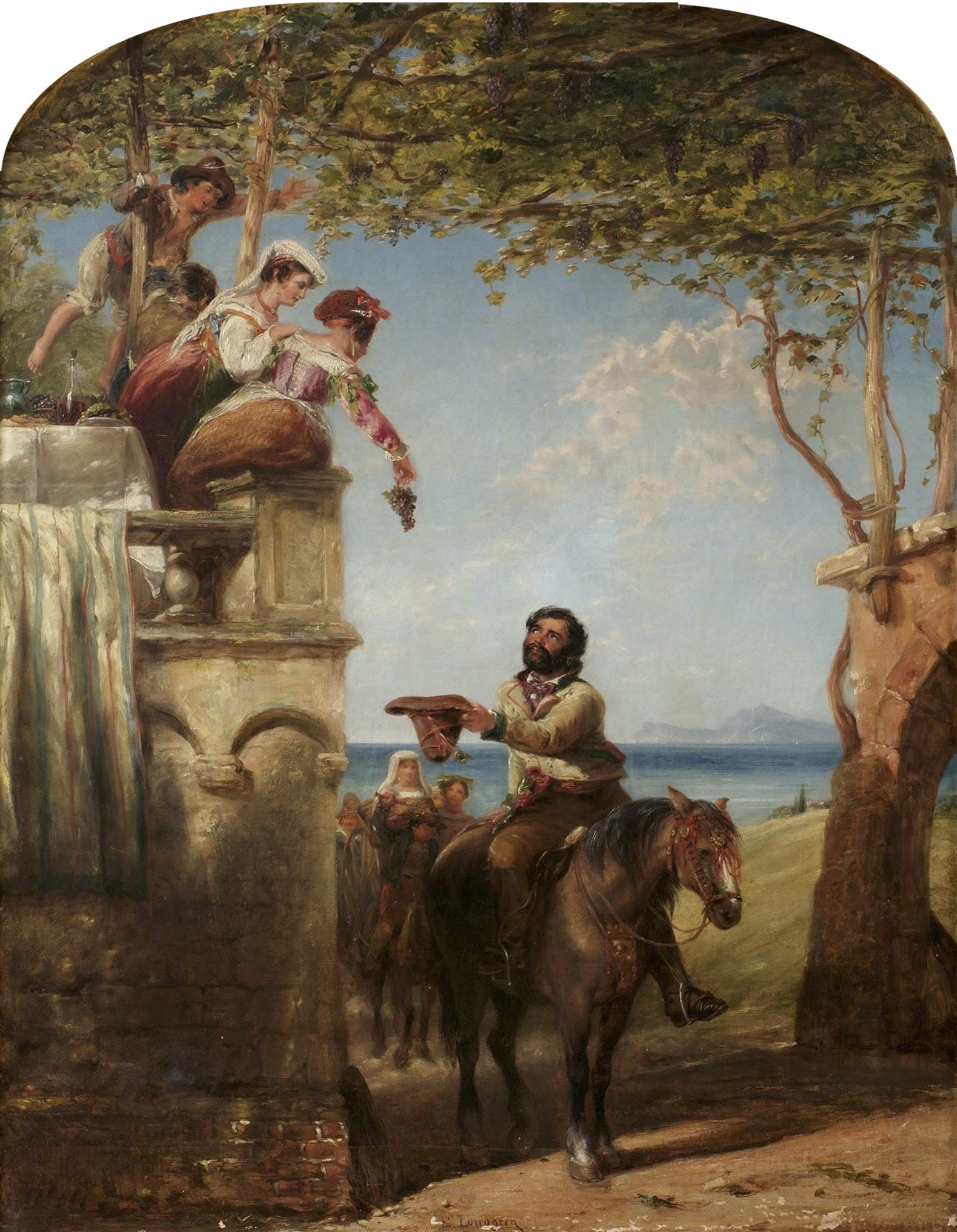
Подаяние
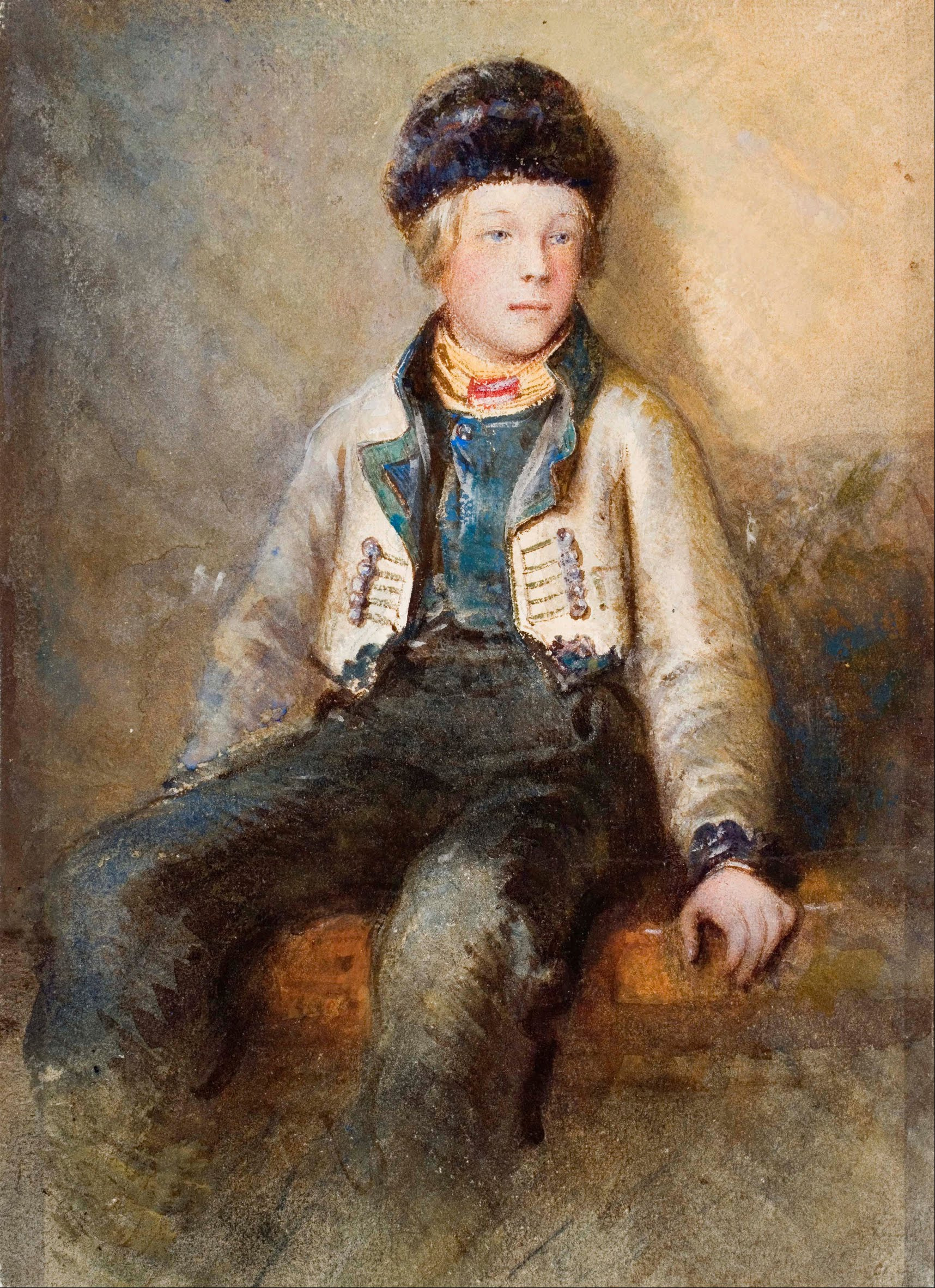
Норвежский мальчик (1861)
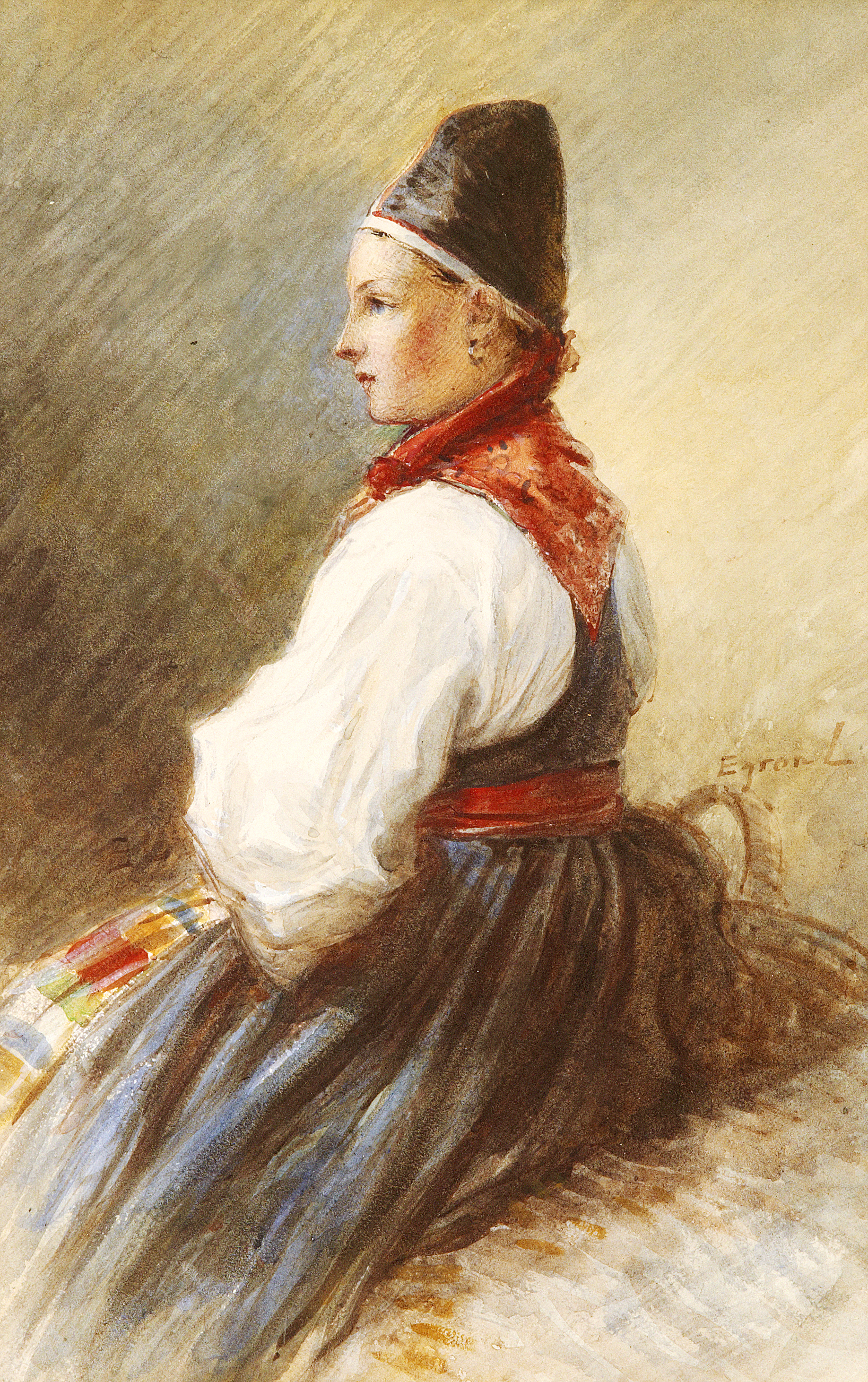
Девушка в народном костюме
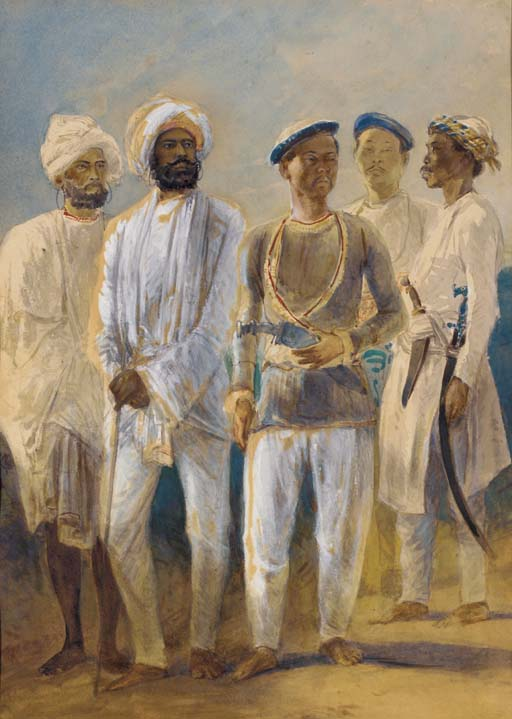
Пять сикхов и гуркхов (1857—1858)
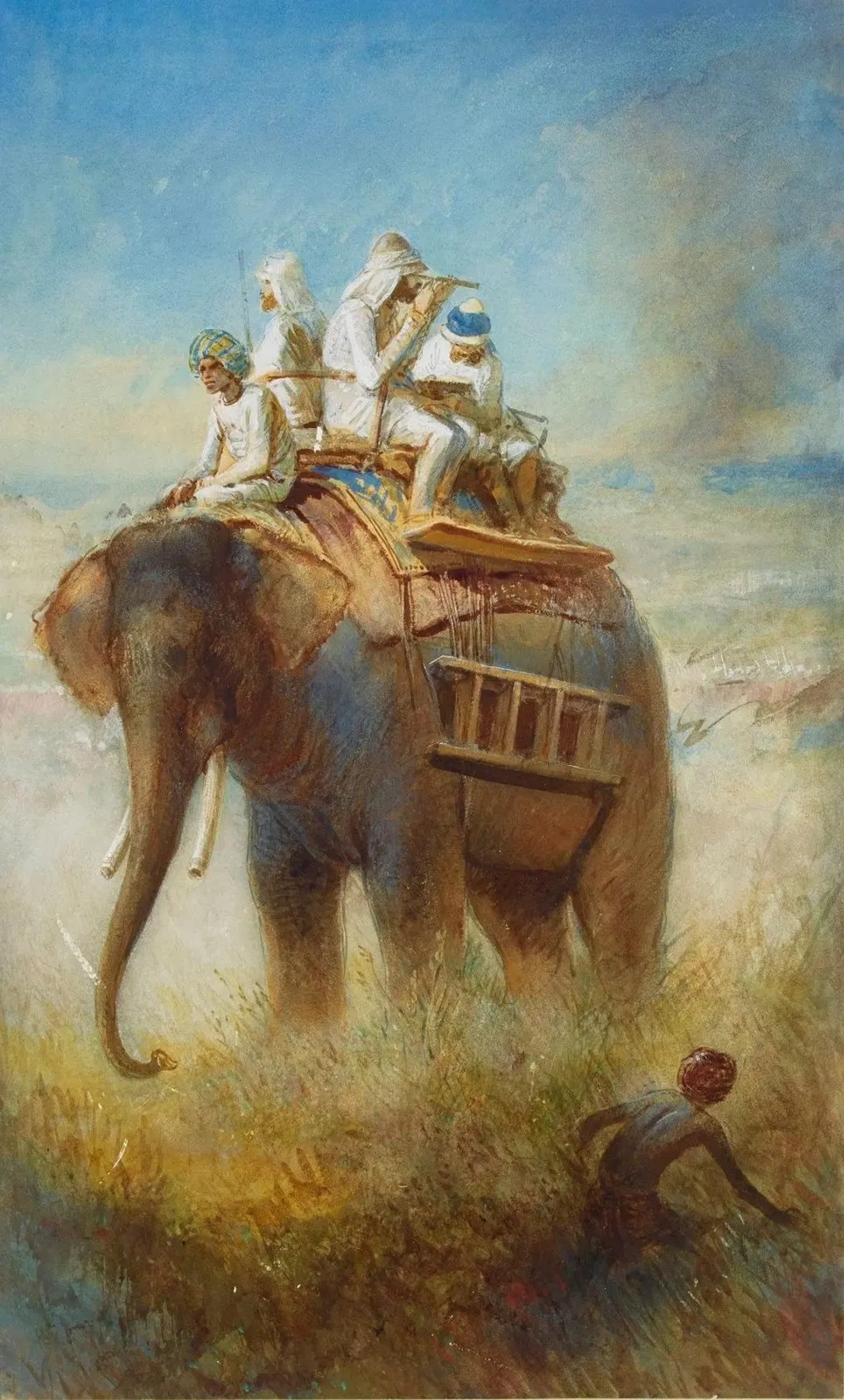
Мотив из Дондиакера (1858—1859)
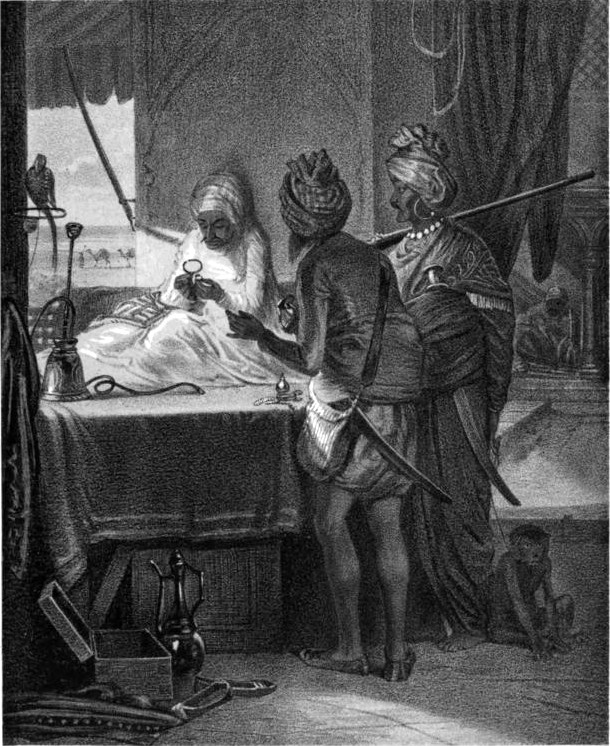
Индийский торговец бриллиантами (литография в Litografiskt Allehanda[швед.], 1865)